# Sandro Nicolas
Alessandro Heinrich Rütten, beter bekend onder zijn artiestennaam Sandro Nicolas (Heinsberg, 4 oktober 1996), is een Duitse zanger.

## Biografie
Sandro Nicolas werd in 1996 geboren in Duitsland uit een Griekse moeder en een Amerikaanse vader. Hij raakte bekend door zijn deelname aan de Duitse versie van The Voice in 2018. Eind 2019 werd hij door de CyBC intern geselecteerd om Cyprus te vertegenwoordigen op het Eurovisiesongfestival 2020. Het festival werd evenwel geannuleerd.